# Butha-Buthe (stad)

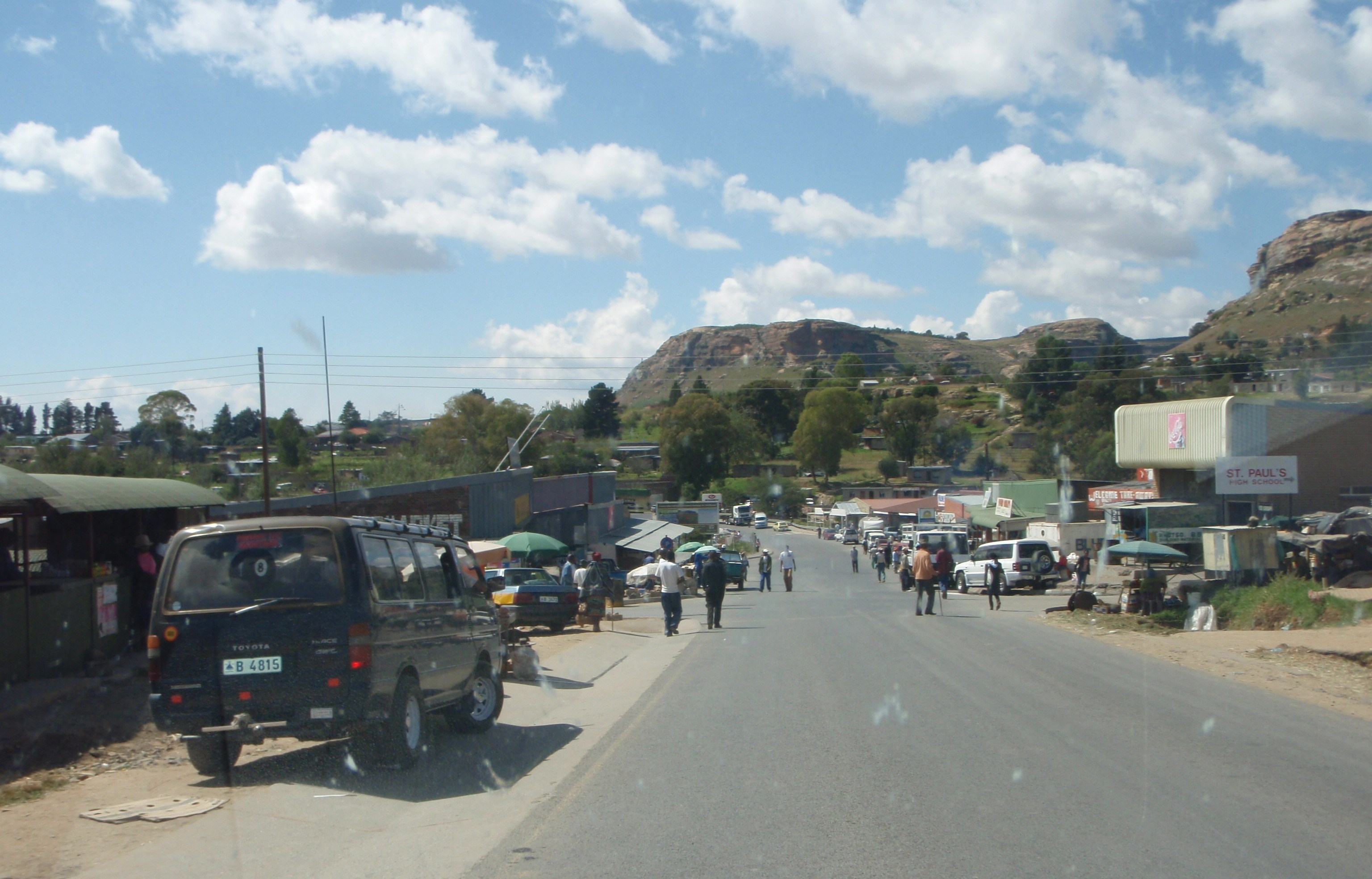
Butha-Buthe

Butha-Buthe (ook wel Bota-Bothe) is de hoofdstad (Engels: district town, ook camp town) van het district Butha-Buthe in Lesotho. Er wonen ongeveer 22.000 inwoners, waarmee het de grootste plaats van het district is. De plaats is vernoemd naar de Butha-Buthe Berg ten noorden van de stad welke Koning Moshoeshoe I als fort uitbouwde en gebruikte als hoofdkwartier van 1821 tot 1823, gedurende de oorlog met de Zulu koning Shaka.
De stad Butha-Buthe beneden de berg werd gesticht in 1884.